# 紹什塔尼市鎮
紹什塔尼市鎮是斯洛文尼亞北部的一個市镇，行政中心為紹什塔尼。市镇面積为95.6平方公里，海拔高度367米，2002年人口8,254。该市镇设立于1994年10月3日。市镇內的皮革工廠在1999年關閉，該市镇的發電廠供應全國三分之一電力。

## 外部連結
- 官方网站  （斯洛文尼亚文）
- Portal Šoštanj.info （页面存档备份，存于） （斯洛文尼亚文）
- Šoštanj at Geopedia （页面存档备份，存于）